# 索普威德 (加利福尼亞州)
索普威德（英語：Soapweed）是位於美國加利福尼亞州埃爾多拉多縣的一個非建制地區。該地的面積和人口皆未知。

## 地理
索普威德的座標為38°50′31″N 120°40′41″W / 38.84194°N 120.67806°W，而該地的平均海拔高度為1096米（即3596英尺）。